# Abbazia di San Pastore
L'abbazia di San Pastore è un ex monastero cistercense parzialmente diroccato, situato in provincia di Rieti nella campagna tra Contigliano e Greccio. È parte del "cammino di Francesco", il cammino di pellegrinaggio che unisce i quattro santuari francescani della Valle Santa, della via Benedicti, un percorso che unisce luoghi benedettini del centro Italia ed infine del “cammino dei Templari” un percorso che riguarda i cavalieri del Tempio.

## Storia

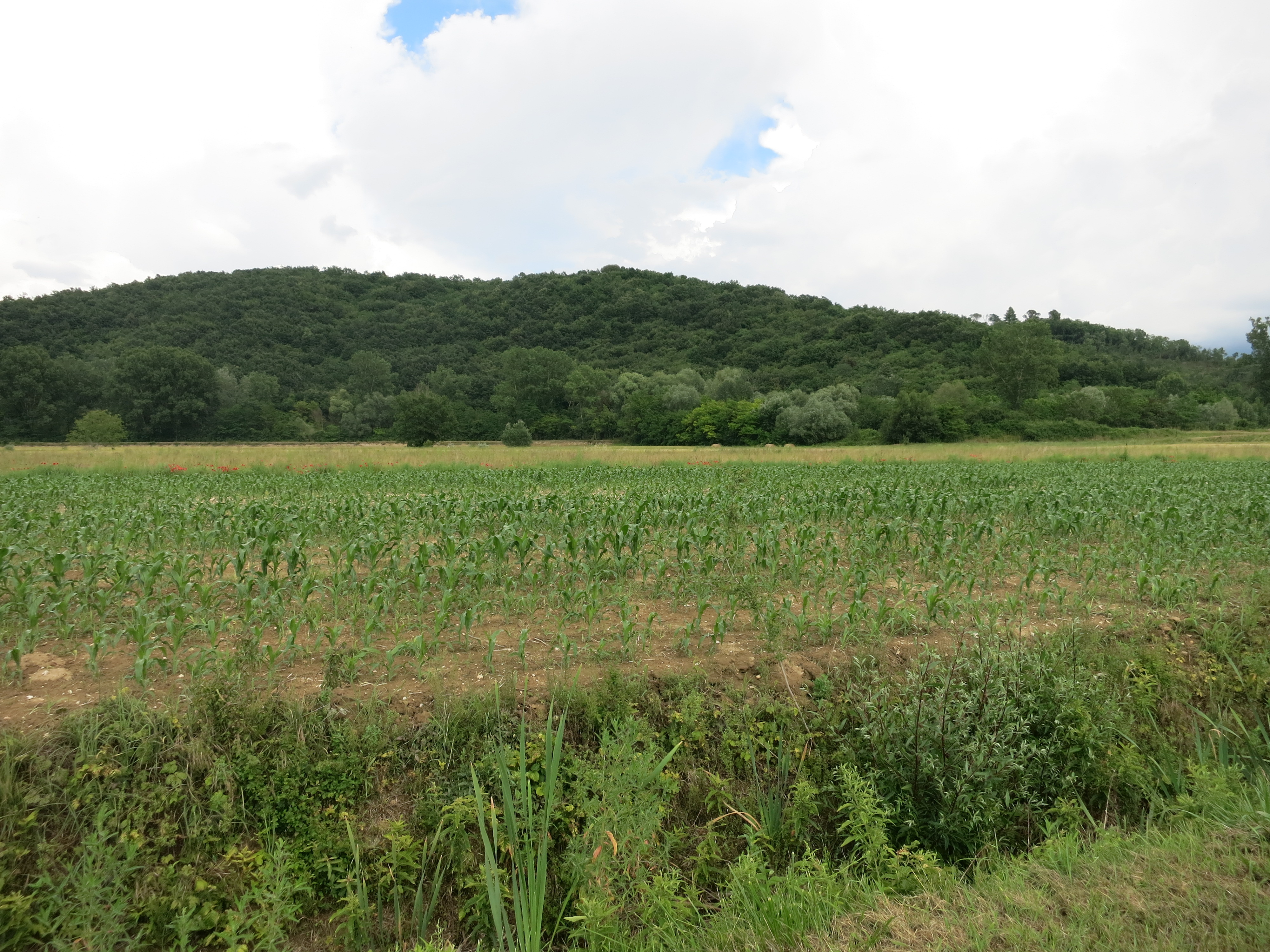
Il colle di Monticchio

L'abbazia di San Pastore trae le sue origini da una struttura precedente: l'abbazia di San Matteo de Monticulo, che sorgeva sul colle del Pastore, una piccola altura nella Piana Reatina vicino al lago detto Montilacu, chiamato così a causa del colle di Monticchio che sorgeva al centro del lago.
La primitiva abbazia fu fondata nel 1137, quando Bernardo di Chiaravalle inviò una colonia di monaci a Rieti con a capo il santo abate Balduino: questi si stanziarono a Monticulo, dove già esisteva una struttura dell'ordine benedettino.
L'abbazia divenne ben presto molto importante, tanto che nel maggio 1205 ricevette in dono dal comune di Rieti tutte le terre situate nei dintorni.
Nel 1218 venne inviato un nucleo di frati dell'Abbazia di Santa Maria di Casanova allo scopo di riformare il monastero.
L'abbazia di San Matteo era penalizzata dall'insalubre ambiente di Monticchio: infatti all'epoca, a causa dell'ostruzione della Cava Curiana, la Piana Reatina era tornata ad essere invasa dal lacus Velinus (all'epoca chiamato Lago di Rieti). Ciò spinse i monaci a cercare una collocazione più lontana dal fondovalle, così il 14 marzo 1234, presso le sorgenti di Santa Susanna, il cardinale Goffredo Castiglione (futuro papa Celestino IV) ratificò un contratto con il quale l'abbazia veniva spostata nella zona di San Pastore, nella quale già dall'VIII secolo risultava esistere una corte, ossia un gruppo di case con una chiesa.
La costruzione dell'abbazia fu diretta dall'architetto Mastro Anselmo ed ebbe inizio il mattino del 5 maggio 1255, sotto il governo dell'abate Andrea, del priore Roberto e del vice priore Palmiero; queste informazioni provengono da due lapidi presenti in loco fino agli anni Trenta, che si credeva fossero state trafugate, ma che invece sono state ritrovate recentemente in fondo a un pozzo. Nel 1264 la chiesa era stata ultimata.
L'abbazia era in principio molto ricca e potente, tanto che questa contribuiva alle spese per la manutenzione di strade e ponti del comune di Rieti.

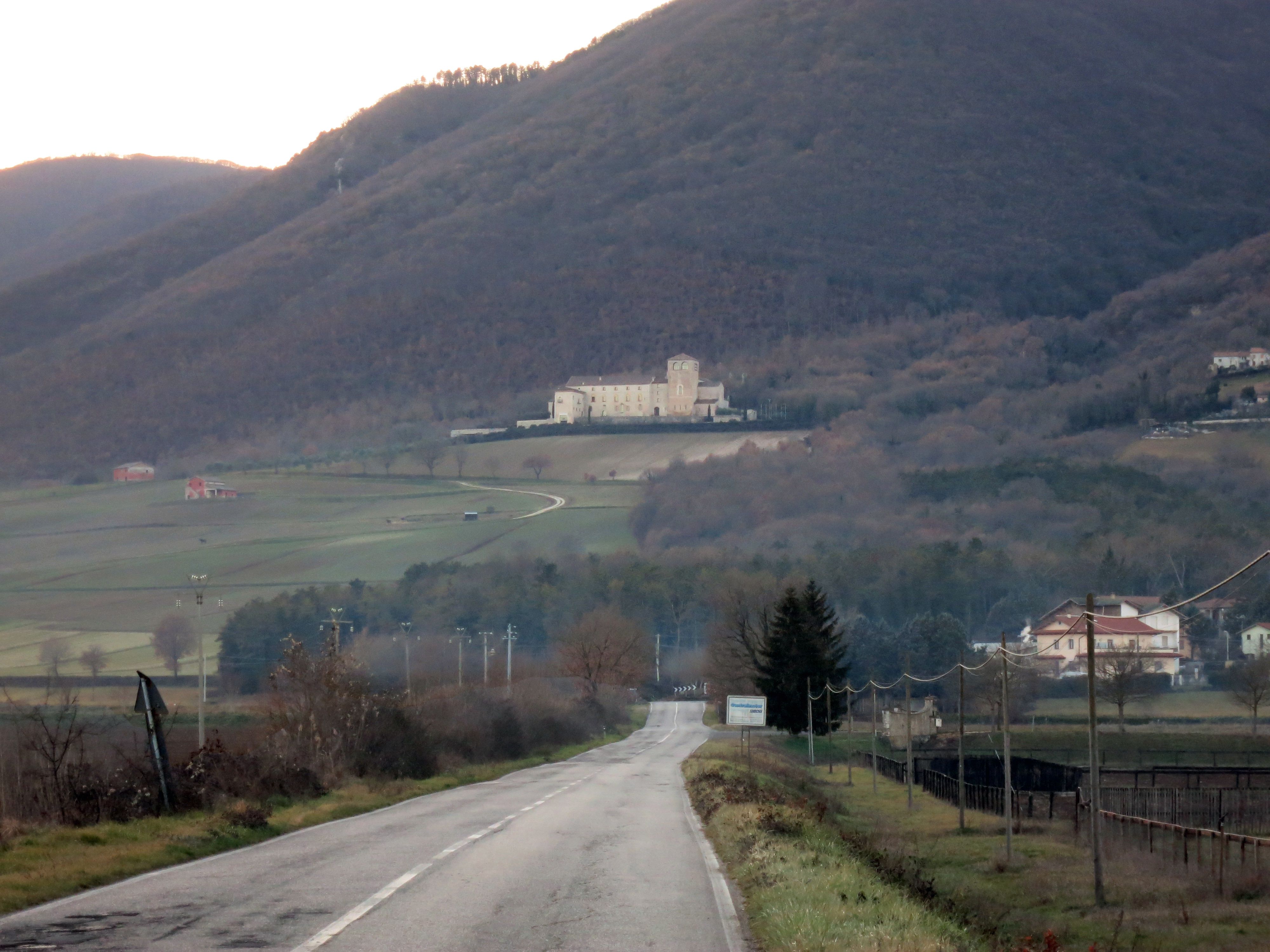
L'abbazia vista dalla Piana Reatina

Successivamente iniziò un periodo di decadenza, dovuto alla cattiva amministrazione e alla scarsa moralità dei monaci: di questa situazione si trova traccia nei resoconti dei visitatori apostolici dell'epoca, e nel 1373 papa Gregorio XI incaricò l'abate di San Lorenzo fuori le mura di visitare e riformare il monastero. Il degrado materiale e spirituale tuttavia non si arrestò, e nel 1426 l'abbazia fu data in commenda, consegnando di fatto il suo patrimonio nelle mani degli abati commendatari e delle loro famiglie.
In questo secolo, constatando l'impossibilità a garantire la custodia dell'antico edificio abbaziale di s. Matteo, vennero traslati i resti di San Balduino alla Cattedrale di Rieti, mentre l'antica struttura veniva lasciata a sé stessa.
I cistercensi, che già da tempo avevano iniziato a distaccarsi da San Pastore, lasciarono definitivamente l'abbazia nel 1561. Al loro posto, nel 1580 arrivarono i Canonici Regolari Lateranensi.
Nel 1582 l'abate commendatario Marco Antonio Colonna divise la proprietà dell'abbazia in due parti, una spettante al commendatario e l'altra al clero regolare (rappresentato in quel momento dai Lateranensi).

L'interno della chiesa, all'epoca priva del tetto, in una foto del 1932

I Lateranensi abbandonarono l'abbazia nel corso del Seicento. Nel 1786 la parte spettante ai commendatari fu ceduta in enfiteusi ai nobili romani Santacroce-Publicola, dietro il pagamento di un canone di trecento scudi l'anno, e nel 1799 (in seguito all'invasione napoleonica) anche la parte spettante al clero regolare fu soppressa. Nel 1814, dopo la restaurazione, Pio VII diede di nuovo l'abbazia in commenda fino a quando, nel 1843, l'intero edificio fu venduto ai marchesi reatini Ludovico e Basilio Potenziani, i quali rilevarono la parte commendataria dalla Camera Apostolica e quella in enfiteusi dai Santacroce-Publicola.
Da quel momento l'abbazia venne abbandonata e cadde in un profondo stato di degrado, che permase fino alla soglia del terzo millennio: crollò il tetto, fu invasa dall'erba, e a causa degli infissi rotti furono trafugate le testimonianze artistiche di maggior valore: affreschi, camini, stipiti, porte, conci squadrati e persino una scala a chiocciola in pietra.
All'inizio del Novecento il ministero dell'educazione, con il contributo del principe Ludovico Potenziani, effettuò delle parziali riparazioni all'edificio e Giuseppe Colarieti Tosti restaurò gli affreschi della chiesa ma lo stato di degrado non venne risolto e i saccheggi continuarono.
Negli anni Ottanta l'edificio fu acquistato dall'imprenditore Antonio Antonacci, che con le sue risorse private avviò finalmente il recupero dell'abbazia. I lavori iniziarono nel 1988 e sono oggi in massima parte conclusi.
Oggi il sito è utilizzato per eventi quali workshop, meeting aziendali, matrimoni, ricevimenti, mostre e concerti, mentre sono in fase di allestimento quattro suites che renderanno l'abbazia capace di ricettività turistica.

## Descrizione

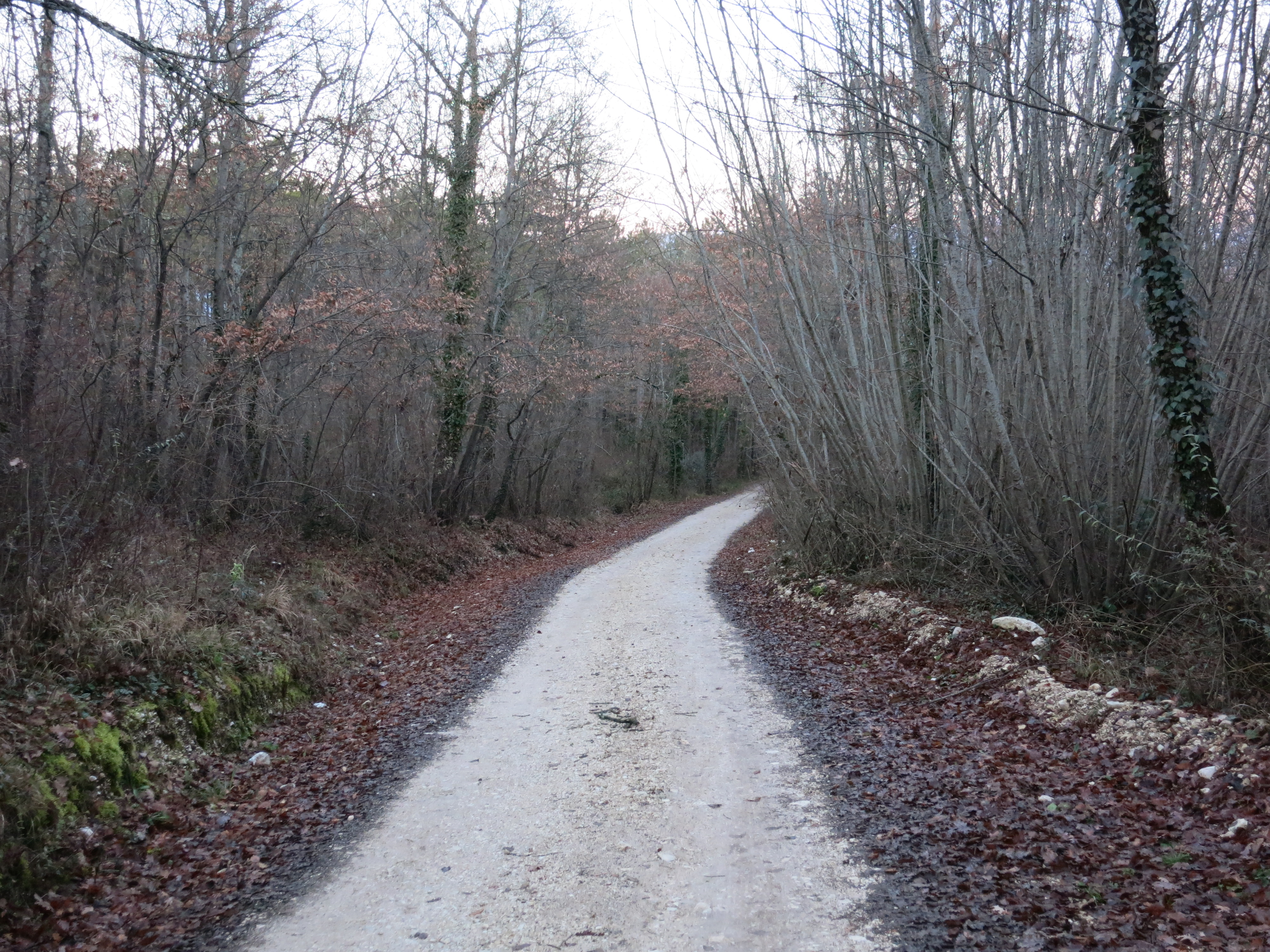
Via San Bernardo da Chiaravalle

L'abbazia si trova sul bordo occidentale della Piana Reatina, arroccata sui Monti Sabini, nel territorio comunale di Contigliano ma a breve distanza da Greccio. Si raggiunge da Spinacceto (frazione di quest'ultimo comune), dove dalla strada comunale per Greccio si diparte "via San Bernardo da Chiaravalle", una strada sterrata che sale in mezzo a una pineta fino all'abbazia. È visitabile solo previo contatto dei gestori.

Il chiostro in una foto del 1932

L'abbazia si sviluppa attorno ad un chiostro, e comprende la chiesa, l'aula capitolare, il parlatorio, la sacrestia e l'appartamento dell'abate. Inoltre verso est si trova un piccolo appartamento barocco, fatto realizzare nel 1686 dall'abate, cardinale Fulvio Astalli. La torre campanaria, sul retro della chiesa, domina la Piana Reatina e doveva svolgere anche un ruolo di difesa e di osservazione; sulla campana maggiore è inciso l'anno 1292 e il nome del fonditore, Dominicus Urbevetanus.
Nonostante sia stata recentemente restaurata, nel lungo periodo di abbandono l'abbazia è stata depredata di molte delle decorazioni di cui era dotata.
Secondo il Negri l'abbazia di San Pastore è un esempio di «realizzazione cistercense di taglio ancora arcaico per l'uso continuo e coerente di stilemi ascrivibili alla prima fase costruttiva dell'Ordine, quali la volta a botte acuta sulla parte absidale (e forse sull'intera chiesa), gli archi tondi nella sala capitolare, le ogive sempre a sezione retta, che rimandano ad altre chiese italiane del periodo: Falleri, le Tre Fontane, San Nicola di Agrigento».

### Chiostro e aula capitolare
La forma attuale del chiostro risale al 1638, quando fu ripristinato dai Canonici Lateranensi.
L'aula capitolare è dotata di due bifore e vi si accede per mezzo di una porta a sesto acuto. Il soffitto è costituito da grandi volte a crociera, le quali poggiano non su contropilastri, ma su grosse mensole; sulle volte si vedono tracce di affreschi votivi del XIV secolo.

### Chiesa

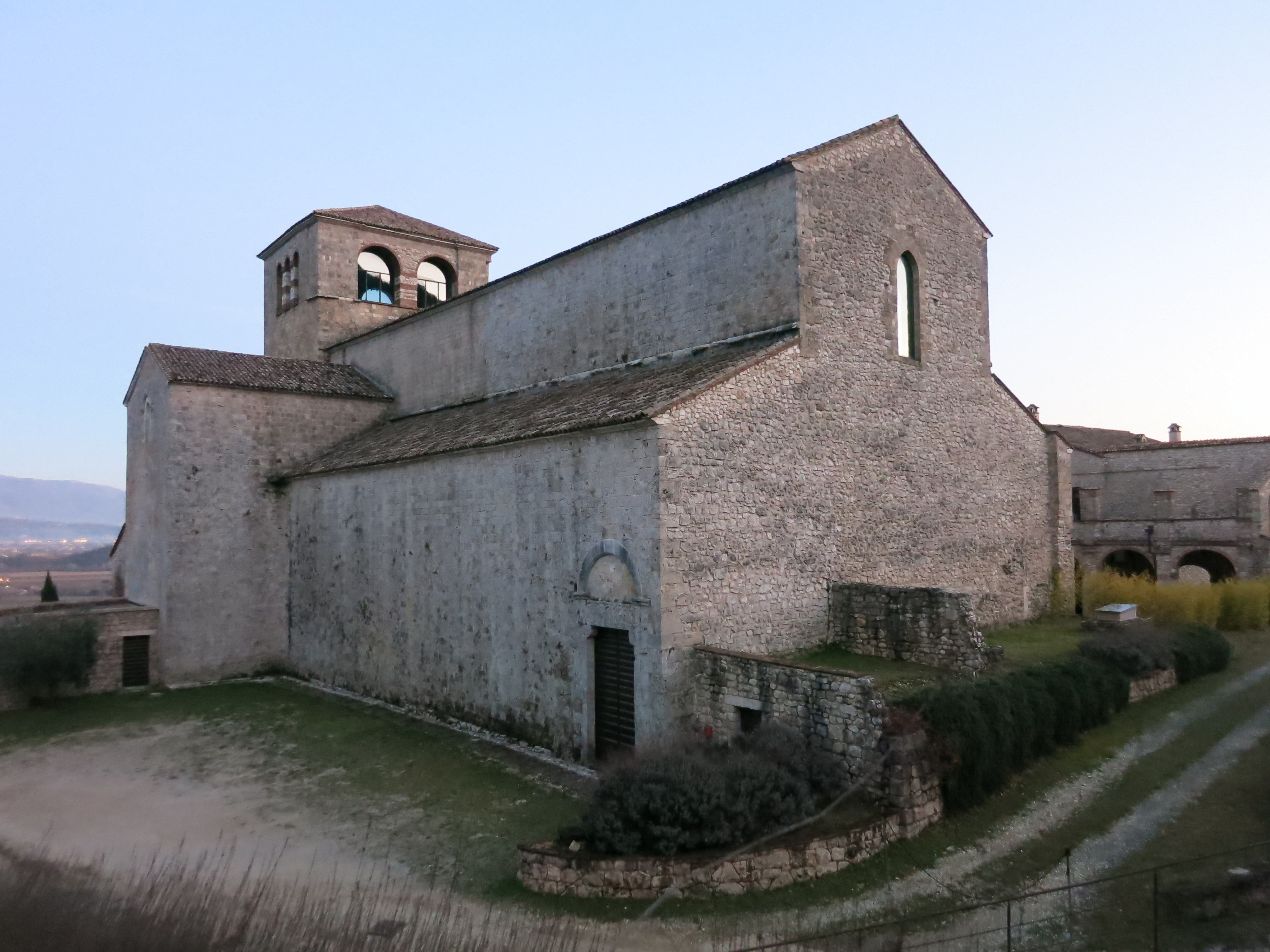
La chiesa

La chiesa dell'abbazia non ha una vera e propria facciata, e vi si entra da due accessi: il principale sul fianco sinistro (lato nord) e l'altro su quello destro (lato sud), che immette nel chiostro del monastero.
Ha una pianta a croce latina, divisa all'interno in tre navate da pilastri quadrangolari; ciascuna navata è coperta da cinque campate a sesto tondo, di cui rimangono solo quelle della navata destra. Il transetto ha un grande sviluppo, per via della tradizione cistercense di separare la chiesa in una parte per i monaci e una per i fedeli. Il coro ha forma quadrata ed è fiancheggiato dalle uniche cappelle della chiesa.
In origine si trovava nella chiesa anche un pregevole dipinto della Crocifissione, risalente al Cinquecento, che raffigura Cristo crocifisso, la Maddalena che piange, la Vergine, San Tommaso, San Giovanni Evangelista e San Matteo. La tela, che secondo il Sacchetti Sassetti va attribuita ai fratelli veronesi Lorenzo e Bartolomeo Torresani mentre secondo il Palmegiani ha i caratteri della scuola umbro-romana, fu spostata dai Potenziani nella chiesetta di una tenuta di loro proprietà.

### Appartamento dell'abate

Le ricche decorazioni della sede dell'abate in una foto del 1932, prima che venissero trafugate

Inizialmente questo edificio era adibito a dormitorio per i monaci; nel 1534 il cardinale Agostino Spinola (abate dal 1518 al 1537) decise di trasformarlo in appartamento personale dell'abate commendatario, decorandolo con affreschi che raffiguravano festoni e scene gioiose. Il piano superiore, oggi non più esistente, era adibito a dormitorio dei monaci.
Dell'edificio cinquecentesco si possono ancora ammirare le porte con architrave in pietra e qualche resto degli affreschi ornamentali, quasi tutti trafugati insieme al prezioso camino.